# Lega Nazionale A 1987-1988 (calcio femminile)
La Lega Nazionale A 1987-1988, campionato svizzero femminile di prima serie, si concluse con la vittoria del FC Seebach.

## Classifica
|  | Pos. | Squadra           | Pt | G  | V  | N | P  | GF | GS | DR  |
|  | ---- | ----------------- | -- | -- | -- | - | -- | -- | -- | --- |
|  | 1.   | Seebach           | 30 | 18 | 14 | 2 | 2  | 80 | 15 | +65 |
|  | 2.   | Berna             | 26 | 18 | 10 | 6 | 2  | 35 | 15 | +20 |
|  | 3.   | Blue Stars Zurigo | 25 | 18 | 11 | 4 | 6  | 39 | 21 | +18 |
|  | 4.   | Rapid Lugano      | 22 | 18 | 9  | 4 | 5  | 33 | 20 | +13 |
|  | 5.   | Rot-Schwarz Thun  | 20 | 18 | 9  | 2 | 7  | 31 | 36 | -5  |
|  | 6.   | Soletta           | 16 | 18 | 6  | 4 | 8  | 33 | 43 | -10 |
|  | 7.   | Weinfelden        | 14 | 18 | 6  | 2 | 10 | 28 | 31 | -3  |
|  | 8.   | Rapperswil        | 13 | 18 | 4  | 5 | 9  | 22 | 35 | -13 |
|  | 9.   | Stans             | 13 | 18 | 4  | 4 | 10 | 23 | 42 | -19 |
|  | 10.  | Veltheim          | 2  | 18 | 1  | 0 | 17 | 12 | 76 | -64 |

Legenda:

      Campione di Svizzera.
      Relegate in 1ª Lega.
Note:

Due punti a vittoria, uno a pareggio, zero a sconfitta.